# 熊齿海象属
熊齿海象属（学名：Pelagiarctos）是海象科下的一个属。

## 下属物种
本属包括以下物种：
- 托氏熊齿海象 Pelagiarctos thomasi Barnes, 1988，托马斯熊齿海象